# Nenhum Verão
"Nenhum Verão" é uma canção de MPB composta pelo arranjador e pianista Túlio Mourão e lançada em 1979 pela cantora Maria Bethânia no seu famoso álbum Mel.

## Informações
O compositor e arranjador mineiro Túlio Mourão esteve presente em uma das melhores fases na carreira da baiana Maria Bethânia. Tocando piano, ele é creditado nos seguintes discos da cantora: Mel (1979), Talismã (1980), Alteza (1981) e Nossos Momentos (1982).
A canção foi incluída no repertório do álbum Mel de repente. Durante a preparação do disco, Bethânia, que já conhecia a canção, apesar de adorá-la, considerava-a muito difícil de ser cantada; achava-a que era "música de músico", muito complicada. Em um dia de gravação, enquanto ela e Túlio Mourão se aqueciam no piano, descompromissadamente, acabaram interpretando a canção, sem um arranjo definitivo nem com o piano desejado pelo compositor. O momento fora gravado e Bethânia gostara tanto do resultado que resolveu incluir a gravação no álbum.
Assim como "Nenhum Verão", a canção "Gota de Sangue", composta pela, na época, estreante, Ângela Rô Rô, também fora gravada para o álbum apenar com o acompanhamento de piano, sendo esse também tocado pela compositora da canção.
Túlio Mourão gravou "Nenhum Verão" em 1981 e a incluiu no disco Trilhos, seu primeiro álbum como cantor.